# Угловое (Амурская область)
Углово́е — село в Мазановском районе Амурской области, Россия. Административный центр Угловского сельсовета.

## География
Село Угловое стоит на левом берегу реки Селемджа и на правом берегу реки Ульма, в 5 км до её впадения в Селемджу.
Через Угловое проходит автодорога областного значения, соединяющая город Свободный и пос. Серышево с «северным» Селемджинским районом.
Село Угловое расположено к северо-востоку от районного центра Мазановского района села Новокиевский Увал, расстояние (через Богословку, Козловку, Таскино, Путятино и Пионерский) — 46 км.
От села Угловое на северо-восток (вверх по левому берегу Селемджи) идёт дорога к селу Абайкан, а на восток, вверх по левому берегу Ульмы — к селу Ульма.

## Население
| 2002 | 2010 | 2012 | 2013 | 2014 | 2015 | 2016 |
| ---- | ---- | ---- | ---- | ---- | ---- | ---- |
| 589  | ↘571 | ↘552 | ↘542 | ↘540 | ↘529 | ↗537 |
| 2017 | 2018 |      |      |      |      |      |
| ↘528 | ↗530 |      |      |      |      |      |